# سامنر (نبراسکا)
سامنر(به انگلیسی: Sumner) شهری در ایالت نبراسکا کشور ایالات متحده آمریکا است که جمعیت آن در سرشماری سال ۲۰۱۰ میلادی، ۲۳۶ نفر بوده‌است.